# A281 (motorväg, Tyskland)
A281 är en motorväg i Bremen i Tyskland.

## Trafikplatser
|  | Nr | Skyltning                                |
|  | 1  | Bremen-Industriehäfen (T-korsning) E 234 |
|  |    | Hochstraße (671 m)                       |
|  | 2  | Bremen-Gröpelingen                       |
|  |    | Vägtull (Planerad)                       |
|  |    | Tunnel Weser (1095 m, planerad)          |
|  | 3  | Bremen-Seehausen                         |
|  | 4  | Bremen-Strom                             |
|  | 5  | Bremen-Neustädter Hafen                  |
|  | 6  | Bremen-Neustadt                          |
|  |    | Hochstraße (1122 m)                      |
|  | 7  | Bremen-Airportstadt                      |
|  |    | Hochstraße (496 m)                       |
|  |    | Provisorisk avfart                       |
|  |    | Bremen-Kattenturm (Planerad)             |
|  |    | Bremen-Kattenturm (Planerad)             |
|  |    | Bremen-Arsten (Planerad) E 22            |